# Anatolij Alekszejevics Szolonyicin
Anatolij Szolonyicin (teljes nevén: Anatolij Alekszejevics Szolonyicin, oroszul: Анатолий Алексеевич Солоницын; Bogorodszk, 1934. augusztus 30. – Moszkva, 1982. június 11.) szovjet-orosz színész.
Mivel Andrej Tarkovszkij legtöbb filmjében főszerepet játszott, s ezek sikeréhez alakításaival vitathatatlanul jelentősen járult hozzá, hamar nemzetközi elismertségre tett szert. Elsőként az Andrej Rubljov címszerepében tűnt fel és aratott hatalmas sikert. De játszott olyan világsikert arató Tarkovszkij-filmekben is, mint a Solaris vagy a Sztalker.

## Ifjúsága
Apja újságíró volt, a Gorkovszkaja Pravda című újság főszerkesztője. A háború után a család anyja szülővárosában, Szaratovban telepedett le. Az általános iskola után Anatolij Szolonyicin beiratkozott egy technikumba, és szerszámkészítő végzettséget szerzett. Gyári munkásként kezdett dolgozni, de csupán rövid ideig, mivel apja Kirgizisztánban kapott munkát, így a család Frunzébe költözött. Ott Szolonyicin úgy döntött, hogy folytatja tanulmányait, és beiratkozott a 9. évfolyamra. Bekapcsolódott az amatőr színházi életbe, szavalt, kuplékat adott elő. Úgy tűnt, egyenes az útja a színészethez, hiszen sikereket aratott különféle fellépései alkalmával.
Szolonyicin 1955-ben Moszkvába utazott, és felvételizett az Orosz Színművészeti Főiskolára (ГИТИС - GITISZ). Itt a szerencse elfordult tőle. Miután sikeresen megfelelt két fordulóban, az utolsón elutasították, s ugyanez történt a következő évben is. Miután a harmadik alkalommal is elutasították, jelentkezett a Szverdlovszki Drámai Színház stúdiumára, ahol azonnal felvették. Tanulmányai befejezése után 1960-ban itt helyezkedett el.

## Színházi alakításai
Itt sokat foglalkoztatták, de többnyire kisebb szerepekben. 1960 és 1972 között Szolonyicin számos színházban megfordult, Minszkben, Novoszibirszkben, Tallinnban. 1972-től 1976-ig a leningrádi Lenszovjet Színházban játszott. Kész volt mindent feladva a világ másik végére költözni egyetlen érdekes szerepet kedvéért. Így képes volt Szverdlovszkból Tallinnba költözni csakhogy játsszon az Arszenyij Szagalcsik által színre vitt, akkoriban már csaknem elfeledett Leonyid Andrejev darabban, (az Aki a pofonokat kapja címűben). Az előadás apropóját az író születésének századik évfordulója adta. Éppen a leningrádi Lenszovjet Színház társulatának tagja volt, mikor Tarkovszkij Moszkvába hívta eljátszani a Hamletet.
1976 decemberében kezdte Tarkovszkij a Hamlet színpadi próbáit a moszkvai Komszomol Színházban, és kérte fel a színészt Hamlet szerepének az eljátszására. Szolonyicint fel is vették a színházba, s a következő évben volt a premier. A színész elégedetlen volt a munkájával. Hamarosan az Opheliát játszó Inna Csurikova szülési szabadságra ment, s ezzel a darab csendben kifutott. Mark Zaharov idején mellőzöttnek érezte magát, így elhatározta, hogy inkább áttér a filmezésre. A Hamlet volt Szolonyicin utolsó színházi szereplése.

## Filmszínészi pályafutása
Anatolij Szolonyicin filmes pályafutását A Kurt Clausewitz eset című film főszerepével kezdte 1963-ban a Szverdlovszki Filmstúdióban. A film rendezője, Gleb Panfilov ekkoriban a Szverdlovszki Televízió igazgatója volt.
Országos sőt nemzetközi ismertségre tett szert Tarkovszkij Andrej Rubljovjának címszerepében. Miután elolvasta a film forgatókönyvét, nyomban Moszkvába sietett. Annak ellenére, hogy mindenki az ellenkezőjét tanácsolta, Tarkovszkij az akkor még kevéssé ismert Szolonyicint hívta meg a főszerepre. Tarkovszkij húsz jelentkező színész körül választotta ki őt.
Szolonyicin ekkor még színházban dolgozott, s ez akadályozta őt abban, hogy teljesen a filmszerepére koncentráljon. Tarkovszkij nagyra becsülte Szolonyicin színészi képességeit, aki ezen felül még egyfajta kabalájává is vált a rendezőnek. Még ha nem is volt megfelelő szerepe Szolonyicinnek, Tarkovszkij kitalált  valamit, csakhogy szerepeljen a filmjében. Mint például a járókelő szerepét a Tükörben. A végül meg nem valósult, A félkegyelmű című Dosztojevszkij-adaptáció tervezgetése során felmerült, hogy az írót alakító Szolonyicin plasztikai műtétet akart végeztetni magán. Tarkovszkij meghökkent: „De akkor többé már csak Dosztojevszkijt játszhatnád!” Mire a színész nyugodtan így válaszolt: „Ha eljátszhatom Dosztojevszkijt, akkor mi mást akarhatnék még eljátszani?”. (Egyébként később mégis eljátszotta Dosztojevszkijt a Huszonhat nap Dosztojevszkij életéből című filmben, és ezt az alakítását díjazták a Berlini Filmfesztiválon.)
1972-ben  Szolonyicin játszotta Dr. Sartoriust Tarkovszkij Solarisában. A következő  Tarkovszkij filmben, a Tükörben Szolonyicin a kifejezetten neki kitalált kámeaszerepben egy járókelőt alakított. A kétségtelen, visszavonhatatlan sikert a színész számára az Író szerepe hozta meg a Sztalkerben 1979-ben, amely Arkagyij és Borisz Sztrugackij Piknik az árokparton című regénye alapján készült.
Szolonyicin az Andrej Rubljov után tudatosan vállalta más rendezők filmjeiben teljesen eltérő karakterek alakítását. 1966-ban két filmszerepre kapott felkérést: Gleb Panfilovtól Ivan Jevsztrjukov komisszár szerepére A tűzön nincs átkelés és Lev Holubtól a rekvirálóparancsnok szerepére az Anyuta útja című filmekben. Játszott  Alekszej German Ellenőrzés az utakon, Szergej Geraszimov Szerelmes emberek, Nyikita Mihalkov Idegenek között, Larisza Sepityko Kálvária című filmjében és még sok más filmben is.
1969-ben Vlagyimir Samsurin filmrendező hívta a kozák Ignat Kramszkov szerepének eljátszására a Hajnali sztyeppén című filmjébe. A forgatás alatt Szolonyicin tüdőgyulladást kapott, de mivel a forgatást lehetetlen volt félbeszakítani, a színész tovább dolgozott. Lehetséges, hogy ez vezetett a talán már lappangó betegsége elhatalmasodásához.
1981-ben Szolonyicin elnyerte az OSZSZSZK Érdemes Művésze címet. Ugyanebben az évben egyik utolsó jelentős alakítása Vagyim Abdrasitov Megállt a vonat című filmjében az újságíró Malinyin volt. Azonban Szolonyicin ekkor már nagyon beteg volt, és súlyosan megsérült a mellkasán, mikor a forgatás alatt leesett a lováról. A kórházi kivizsgálás kimutatta, hogy tüdőrákban szenved és meg is műtötték. Az orvosok nem közölték vele tényleges állapotát. Egy év múlva Fehéroroszországban derült ki, hogy betegsége nagy mértékben súlyosbodott, így Moszkvába utazott. Az orvosok megállapították, hogy az áttétek átterjedtek a gerincre. A folyamat leállítása lehetetlen volt. A művész otthonában hunyt el a műtétet követő utókezelés alatt. A moszkvai Vagankovszkij temetőben nyugszik.

## Családja
- Öccse, Alekszej Szolonyicin újságíró, író, Szamarában él.

Anatolij Szolonyicin három alkalommal nősült, és két gyermeke született.
- Első felesége Ljudmila Uszpenszkaja. Jekatyerinburgban élt, s korábban a Szverdlovszki Filmstúdióban dolgozott.
- Második felesége Larissza Sziszojeva.
  - Lánya Larissza Szolonyicina (született 1968-ban), az Állami Központi Filmmúzeum igazgatója (2014-től). A Szergej Geraszimov Összoroszországi Állami Filmakadémián (VGIK) végzett filmes tanulmányokat. Unokája, Artyemij Szolonyicin 1997-ben született.
- Harmadik felesége - Szvetlana,
  - Fia - Alekszej. A Moszkvai Különleges Rendészeti Iskolában végzett, és mint nyomozó dolgozott. Margarita Tyerehova miatt hagyta ott a rendőrséget. Jelenleg a Koktyebel filmvállalatnál dolgozik.

## Díjak, elismerések
- 1981 - Az OSZSZSZK (Oroszországi Szovjet Szocialista Szövetségi Köztársaság) Érdemes Művésze
- 1981 - A Legjobb Színész „Ezüst Medve” díja a Berlini Nemzetközi Filmfesztiválon a Huszonhat nap Dosztojevszkij életéből című filmben nyújtott alakításáért.

## Színházi szerepei
Anatolij Szolonyicin több mint 100 szerepet játszott színházban. Néhány alakítása megtekinthető felvételről.

## Filmszerepei
- 1963 -  Дело Курта Клаузевица (Gyelo Kurta Klauzevica - A Kurt Clausewitz ügy) - Kurt Clausewitz
- 1966 - Andrej Rubljov (R.: Andrej Tarkovszkij, Андрей Рублёв) - Andrej Rubljov
- 1967 - A tűzön nincs átkelés (В огне брода нет - V ognye broda nyet) - Ivan Jevsztrjukov
- 1967 - Anyuta útja (Анютина дорога - Anyutyina doroga) - Parancsnok
- 1968 - Egy az ezerhez (Один шанс из тысячи - Ogyin sansz iz tiszjacsi) - Migunko kapitány
- 1970 - Hajnali sztyeppén (В лазоревой степи - V lazorevoj sztyepi) - Ignat Kramszkov
- 1971 - Ellenőrzés az utakon (Проверка на дорогах - Proverka na dorogah) - Igor Leonyidovics Petuskov
- 1972 - Гроссмейстер (Grosszmejsztyer - A nagymester) - Szergej apja
- 1972 - Зарубки на память (Zarubki pamjaty - Emlékezetkiesés) - Romusz Cserbunu
- 1972 - Любить человека (Ljubity cseloveka - Szerelmes emberek) - Dmitrij Kalmikov
- 1972 - Koldus és királyfi (Принц и нищий - Princ i nyiscsij) - Lord St. John
- 1972 - Solaris (R.: Andrej Tarkovszkij, Солярис - Szoljarisz) - Sartorius
- 1974 - Наследники (Az örökösök) - Alekszej Bisztrov
- 1974 - Tükör (R.: Andrej Tarkovszkij, Зеркало - Zerkalo)) - Orvos
- 1974 - Agónia (Агония - Agonyija) - Ezredes
- 1974 - Под каменным небом (Pod kamennim nyebom - A mennykő) - Hofmayer ezredes
- 1974 - Последний день зимы (Poszlednyij gyeny zimi - A tél utolsó napja) - Mihail Szolovcov
- 1974 - Idegenek között (Свой среди чужих, чужой среди своих - Szvoj szregyi csuzsih, csuzsoj szregyi szvojih) - Vaszilij Szaricsev
- 1975 - Воздухоплаватель (Vozduhoplavatyel – A léghajós) - Henri Farman
- 1975 - Между небом и землёй (Ég és föld között) - Ezredes
- 1975 - Память (Pamjaty - Emlék) - Burov professzor
- 1975 - Там, за горизонтом (Tam, za gorizontom - Ott, a horizonton túl) - Vaszilij Bocsazsnyikov
- 1975 - Bizalom (Доверие - Doverije) - Bocsazsnyikov
- 1976 - Kálvária (Восхождение, Voszhozsgyenije) - Pavel Gavrilovics Portnov
- 1976 - Thyl Ulenspiegel (Легенда о Тиле, Legenda o Tyile) - Halász
- 1976 - Пока стоят горы (Poka sztojat gori - Amíg a hegyek állnak) - Vizsgáló
- 1977 - А у нас была тишина… (A u nasz bula tyisina - Nálunk csend volt ...) - Petruha
- 1977 - Сумка инкассатора (Szumka inkasszatora - A pénzes zsák) - Ivan T.
- 1977 - Юлия Вревская (Julija Vrevszkaja) - Dr. Pavlov
- 1978 - Gyorshajtás (Поворот - Povorot) - Kostyik
- 1978 - Предвещает победу (Predvescsajet pobedi - A győzelem előérzete) - Versinyin
- 1978 - Трасса (Trassza - Autópálya) - Szlivin
- 1979 - Sztalker (R.: Andrej Tarkovszkij, Сталкер - Sztalker) - Író
- 1979 - A testőr (Телохранитель - Telohranyityel) - Szultán Nazar
- 1979 - Бумеранг (Bumerang - Bumeráng) - McLain serif
- 1980 - Huszonhat nap Dosztojevszkij életéből (Двадцать шесть дней из жизни Достоевского - Dvadcaty seszty dnyej iz zsiznyi Dosztojevszkovo) - Dosztojevszkij
- 1980 - Ősszel a tengernél (Из жизни отдыхающих - Iz zsiznyi otdühajuscsih) - Csikin
- 1980 - Сергей Иванович уходит на пенсию (Szergej Ivanovics nyugdíjba vonul) - Vlagyimir Vasziljevics
- 1980 - A festmény titka (Таинственный старик - Tainsztvennüj sztarik) - Kondratyij
- 1980 - Он (On - Ő) - Harden
- 1981 - Мужики!.. (Muzsiki!.. - Emberek!..) - Festő
- 1981 - A jegyzetfüzet titka (Тайна записной книжки - Tajna zapisznoj knyizski) - Martin Martinovics
- 1981 - Egy trombitás Szocsiban (Шляпа[5] - Sljapa) - Gyenyiszov lányának nevelőapja
- 1982 - Megállt a vonat (Остановился поезд - Osztanonovilszja pojezd) - Igor Malinyin
- 1983 - Великая судьба (Velikaja szugyba - Nehéz sors) - Bakics
- 1983 - Раскиданное гнездо (Raszkidannoje gnyezdo - Feldúlt fészek) - Idegen

## Fordítás
- Ez a szócikk részben vagy egészben  a(z)   Солоницын, Анатолий Алексеевич című orosz Wikipédia-szócikk ezen változatának fordításán alapul.  Az eredeti cikk szerkesztőit annak laptörténete sorolja fel. Ez a jelzés csupán a megfogalmazás eredetét és a szerzői jogokat jelzi, nem szolgál a cikkben szereplő információk forrásmegjelöléseként.